# Mistrzostwa NCAA Division I w Zapasach w 1999
Mistrzostwa NCAA Division I w zapasach rozgrywane były w State College w dniach 18–20 marca 1999 roku. Zawody odbyły się w Bryce Jordan Center, na terenie Uniwersytetu Stanu Pensylwania.
- Outstanding Wrestler – Cael Sanderson

## Wyniki

### Drużynowo
| Kolejność | Szkoła                        | Zespół         |
| --------- | ----------------------------- | -------------- |
| 1.        | University of Iowa            | Hawkeyes       |
| 2.        | University of Minnesota       | Golden Gophers |
| 3.        | Oklahoma State University     | Cowboys        |
| 4.        | Pennsylvania State University | Nittany Lions  |
| 4.        | Iowa State University         | Cyclones       |
| 6.        | University of Oklahoma        | Sooners        |
| 7.        | Central Michigan University   | Chippewas      |
| 8.        | Cal State Bakersfield         | Roadrunners    |

### All American

#### 125 lb
| Lp. | Zawodnik          | Szkoła                |
| --- | ----------------- | --------------------- |
| 1.  | Stephen Abas      | Fresno State          |
| 2.  | Jeremy Hunter     | Penn State            |
| 3.  | Teague Moore      | Oklahoma State        |
| 4.  | Shane Valdez      | Oklahoma              |
| 5.  | LeRoy Vega        | Minnesota             |
| 6.  | Moses Delfin      | Cal State Bakersfield |
| 7.  | Matt Roth         | Virginia              |
| 8.  | Jason Silverstein | Purdue                |

#### 133 lb
| Lp. | Zawodnik       | Szkoła         |
| --- | -------------- | -------------- |
| 1.  | Eric Guerrero  | Oklahoma State |
| 2.  | Cody Sanderson | Iowa State     |
| 3.  | Eric Juergens  | Iowa           |
| 4.  | Eric Larkin    | Arizona State  |
| 5.  | Stan Greene    | Fresno State   |
| 6.  | Eric Keller    | Northern Iowa  |
| 7.  | Aaron Holker   | Brigham Young  |
| 8.  | Robert Sessley | Ohio State     |

#### 141 lb
| Lp. | Zawodnik         | Szkoła           |
| --- | ---------------- | ---------------- |
| 1.  | Doug Schwab      | Iowa             |
| 2.  | Michael Lightner | Oklahoma         |
| 3.  | Mark Angle       | Clarion          |
| 4.  | Dustin Denunzio  | Harvard          |
| 5.  | Chris Marshall   | Central Michigan |
| 6.  | Whitey Chlebove  | West Virginia    |
| 7.  | Damion Logan     | Michigan         |
| 8.  | Jose Deanda      | Nebraska         |

#### 149 lb
| Lp. | Zawodnik       | Szkoła         |
| --- | -------------- | -------------- |
| 1.  | T.J Williams   | Iowa           |
| 2.  | Tony Davis     | Northern Iowa  |
| 3.  | Adam Tirapelle | Illinois       |
| 4.  | Reggie Wright  | Oklahoma State |
| 5.  | Brett Matter   | Pennsylvania   |
| 6.  | Ryan Bernholz  | Lehigh         |
| 7.  | Troy Marr      | Minnesota      |
| 8.  | Biff Walizer   | Penn State     |

#### 157 lb
| Lp. | Zawodnik         | Szkoła           |
| --- | ---------------- | ---------------- |
| 1.  | Casey Cunningham | Central Michigan |
| 2.  | Clint Musser     | Penn State       |
| 3.  | Larry Quisel     | Boise State      |
| 4.  | Bryan Snyder     | Nebraska         |
| 5.  | Chad Kraft       | Minnesota        |
| 6.  | Chris Ayres      | Lehigh           |
| 7.  | Beau Weiner      | Stanford         |
| 8.  | Jamie Heidt      | Iowa             |

#### 165 lb
| Lp. | Zawodnik        | Szkoła        |
| --- | --------------- | ------------- |
| 1.  | Kirk White      | Boise State   |
| 2.  | Rodney Jones    | Oklahoma      |
| 3.  | Joe Heskett     | Iowa State    |
| 4.  | Steve Blackford | Arizona State |
| 5.  | Don Pritzlaff   | Wisconsin     |
| 6.  | Joey Killar     | Harvard       |
| 7.  | Mark Samples    | Edinboro      |
| 8.  | Jim Harshaw     | Virginia      |

#### 174 lb
| Lp. | Zawodnik        | Szkoła           |
| --- | --------------- | ---------------- |
| 1.  | Glenn Pritzlaff | Penn State       |
| 2.  | Otto Olson      | Michigan         |
| 3.  | Sam Kline       | West Virginia    |
| 4.  | Josh Koscheck   | Edinboro         |
| 5.  | Mark Smith      | Oklahoma State   |
| 6.  | Leo Giel        | Rider            |
| 7.  | Ryan Cunningham | Central Michigan |
| 8.  | Mike Feeney     | Eastern Michigan |

#### 184 lb
| Lp. | Zawodnik        | Szkoła           |
| --- | --------------- | ---------------- |
| 1.  | Cael Sanderson  | Iowa State       |
| 2.  | Brandon Eggum   | Minnesota        |
| 3.  | Vertus Jones    | West Virginia    |
| 4.  | Brad Vering     | Nebraska         |
| 5.  | John van Doren  | Lehigh           |
| 6.  | Victor Sveda    | Indiana          |
| 7.  | Mike Greenfield | Central Michigan |
| 8.  | Andy Hrovat     | Michigan         |

#### 197 lb
| Lp. | Zawodnik         | Szkoła                |
| --- | ---------------- | --------------------- |
| 1.  | Tim Hartung      | Minnesota             |
| 2.  | Lee Fullhart     | Iowa                  |
| 3.  | Nick Muzashvili  | Michigan State        |
| 4.  | Andrei Rodzianko | Pennsylvania          |
| 5.  | Raphael Davis    | Cal State Bakersfield |
| 6.  | Chris Vike       | Central Michigan      |
| 7.  | Sam Neider       | Northwestern          |
| 8.  | Zach Thompson    | Iowa State            |

#### 285 lb
| Lp. | Zawodnik             | Szkoła                |
| --- | -------------------- | --------------------- |
| 1.  | Stephen Neal         | Cal State Bakersfield |
| 2.  | Brock Lesnar         | Minnesota             |
| 3.  | Karl Roesler         | Illinois              |
| 4.  | Mat Orndorff         | Oregon State          |
| 5.  | Joey Ward            | Oklahoma              |
| 6.  | Leslie Apedoe        | Virginia Military     |
| 7.  | Bandele Adeniyi-Bada | Pennsylvania          |
| 8.  | Derek DelPorto       | Slippery Rock         |